# Marcel Thijsen
M.J.F.J. (Marcel) Thijsen (Wijchen, 5 januari 1968) is een Nederlands bestuurder en partijloos politicus. Sinds 16 december 2014 is hij burgemeester van Tynaarlo.

## Biografie
Thijsen studeerde aan de Katholieke Universiteit Nijmegen. Thijsen is 20 jaar politiek actief geweest in de gemeente Wijchen. Aanvankelijk als raadslid en wethouder voor de PvdA, later behoorde hij tot de initiatiefnemers die in 2009 de lokale partij Kernachtig Wijchen oprichtten. Tijdens zijn raadslidmaatschap zat hij in het managementteam van het Ds. Pierson College. In april 2010 werd Thijsen wethouder in de gemeente Wijchen namens Kernachtig Wijchen.
Vervolgens werd Thijsen met ingang van 16 december 2014 burgemeester van de gemeente Tynaarlo. Op 14 december 2020 werd hij tijdens een raadsvergadering met ingang van 16 december 2020 herbenoemd en beëdigd door de commissaris van de Koning in Drenthe tot burgemeester van Tynaarlo.
- International Standard Name Identifier: 0000 0003 8873 5468
- Nederlandse Thesaurus van Auteursnamen: 180398881
- Virtual International Authority File: 281995146